# Robert FitzRoy
Robert FitzRoy (5 de julho de 1805 — 30 de abril de 1865) foi o capitão do navio HMS Beagle, durante a famosa viagem de Charles Darwin. Foi um pioneiro na área da meteorologia, tendo desenvolvido métodos precisos para a previsão do tempo. Foi explorador e hidrógrafo. Também exerceu tarefas desenhando diversos mapas e aquarelas. Serviu como Governador Geral da Nova Zelândia de 1843 até 1845, onde buscou proteger os Maori de vendas ilegais de terras reivindicadas pelos colonizadores britânicos, eventualmente entrando em conflito com os nativos.

## Vida pessoal
FitzRoy nasceu em Ampton Hall, Ampton, Suffolk, na Inglaterra. A família FitzRoy tem origem em uma relação extra-conjugal do rei Carlos II de Inglaterra, no século XVII, que gerou Henry FitzRoy, 1.º Duque de Grafton. Este foi o título nobiliárquico do avô e do tio de Robert, pelo lado paterno. Seu pai, Lorde Charles FitzRoy, casou-se com Frances Anne Stewart, meia-irmã do Marquês de Londonderry, importante político inglês nas primeiras décadas do século XIX.

## Carreira
Em Fevereiro de 1818, aos 12 anos, FitzRoy ingressou na Academia da Marinha Real Britânica de Portsmouth, juntando-se à Marinha Real um ano mais tarde. Aos 14 anos, embarcou na fragata HMS Owen Glendower, que viajou à América do Sul no meio de 1820 e retornou à Inglaterra em Fevereiro de 1822. Tornou-se, aos 23 anos, um dos mais jovens marinheiros ingleses a comandar um navio hidrográfico. Foi o primeiro a passar pela prova do almirantado inglês sem errar uma questão. Robert FitzRoy comandou o HMS Beagle em duas de suas três viagens, ficando conhecido por grandes feitos nelas.
A fragrata HMS Beagle, então conduzida pelo capitão Pringle Stokes, estava encarregada de uma pesquisa hidrográfica na Terra do Fogo, expedição esta comandada pelo Capitão Phillip Parker King, no HMS Adventure. Stokes tornou-se profundamente depressivo, suicidando-se. Sob o tenente Skyring, o navio zarpou para o Rio de Janeiro, onde Sir Robert Waller Otway, comandante de uma estação na América do Sul, apontou FitzRoy como capitão temporário do Beagle em 15 de Dezembro de 1828. Quando o navio retornou à Inglaterra em 1830, FitzRoy havia estabelecido uma reputação como um explorador e como um comandante.

### Primeira Viagem no Beagle
Em sua primeira viagem a comando do HMS Beagle, substituindo o comandante Stokes, FitzRoy partiu do porto do Rio de Janeiro em 1828. O Beagle viajava junto ao HMS Adelaide e o HMS Adventure, ambos comandados por oficiais maiores. O objetivo da viagem era explorar mais a costa da Patagônia, Andes e a Terra do Fogo. O Beagle encontrava-se em situação deplorável, com falhas e remendas com adesivos, poucos equipamentos de bordo e uma tripulação mal treinada, além de ser um navio pequeno. FitzRoy era um homem rígido, a tripulação era acordada à noite para treinamentos, o Beagle fora reforçado e a tripulação se transformara em homens mais qualificados.
Na Terra do Fogo, FitzRoy iniciou um projeto ousado. Queria provar ao mundo que os nativos eram humanos normais assim como os ingleses, como o próprio FitzRoy dizia: "eles só tiveram o azar de nascerem nessas terras abandonadas por Deus". Assim, FitzRoy capturou quatro nativos fueguinos e Wollya, sendo nomeados pela tripulação com nomes cômicos que lembravam histórias da viagem, eram eles: Fueguina Bascket, York Minster, Boat Memory e Jemmy Button. FitzRoy pegou os nativos para educa-los e catequiza-los para anos depois leva-los de volta para compartilharem do que aprenderam com seu povo e pregarem o cristianismo a eles, povo com o qual ninguém conseguia se comunicar.

### Segunda Viagem

Trajeto da expedição do HMS Beagle

A segunda viagem de FitzRoy no Beagle teve algumas complicações para sair. O Almirantado Inglês não queria financiar a viagem pois estava financiando muitas embarcações de guerra para lutar nas Malvinas e não queria gastar dinheiro em explorações de brigues hidrográficos. FitzRoy que estava abalado pela morte de Boat Memory por varíola (a vacina supostamente não havia funcionado no nativo), chegou a quase financiar sozinho a viagem e comprando outro brigue hidrográfico, mas o problema foi resolvido junto ao rei Guilherme IV do Reino Unido durante um jantar organizado para que Sua Majestade conhecesse os nativos da Terra do Fogo. FitzRoy convencera Guilherme IV a financiar a segunda viagem comentando sobre o interesse dos franceses em pesquisar e explorar aquelas áreas e pela grande evolução social que FitzRoy havia dado aos nativos (a não ser à York Minster). Foi extremamente importante também, a atuação de seus tios junto ao Almirantado, como ele afirma em seu relato de viagem: "um bondoso tio, a quem mencionei meus planos, foi ao Almirantado e, logo depois, me contou que eu deveria ser nomeado para o comando do Chanticleer".
FitzRoy equipara o HMS Beagle com tamanha quantidade de barômetros, cronômetros e outros aparelhos, que o Beagle se tornara o navio mais exato da época. Isso era devido ao grande interesse de FitzRoy em meteorologia, ciência pouco conhecida e de muitas controvérsias na época em que tais equipamentos lhe ajudariam muito. Tal investimento não era problema para Robert FitzRoy, que vinha de uma família rica e de alta nobreza. FitzRoy deveria levar os nativos de volta, explorar as Malvinas, e algumas missões métricas em torno do hemisfério sul da terra. Ciente da solidão e do stress de uma expedição do tipo, buscava um companheiro de viagem com interesse pela ciência, como ele. Convidou o professor J. S. Henslow, da Universidade de Cambridge, que recusou o convide. Por fim, o jovem naturalista Charles Darwin foi escolhido; cientista que posteriormente ganhou notoriedade por sua Teoria da Evolução, da qual começara a elaborar e adquirir provas a partir desta viagem. A tripulação do Beagle era composta ainda de muitos oficiais de confiança de FitzRoy desde a primeira viagem, como o tenente John Clements Wickham (que comandaria o Beagle durante a terceira viagem). Convidou também o pintor Augustus Earle, que já estivera no Brasil, como primeiro oficial desenhista.
FitzRoy teve uma decepção ao levar os nativos de volta, sua missão havia falhado. York Minster traiu Jemmy Button e o saqueou, fugindo com Fueguina Bascket e os nativos de sua tribo. Jemmy Button recusou a proposta de FitzRoy ao se reencontrarem de voltar a Londres, e desde então, não teve mais notícias dele. Robert FitzRoy e Charles Darwin, apesar de terem se tornado bons amigos, discordavam das idéias uns dos outros e quase sempre acabavam discutindo por isso. Por seu temperamento esquentado, FitzRoy havia ganhado o apelido de "Café Quente", e Darwin descreveria sua irritabilidade como "beirando à insanidade". Em uma ocasião memorável em 1832 na Bahia, Darwin ficou horrorizado com as histórias sobre o tratamento que recebiam os escravos. FitzRoy, apesar de não endossar a brutalidade, lembrou Darwin de um estancieiro que uma vez perguntou a seus escravos se eles gostariam de ser livres, ao que eles responderam negativamente. Darwin perguntou a FitzRoy se ele achava que os escravos poderiam responder sinceramente uma pergunta destas a seu mestre, ao que o capitão perdeu sua calma e, antes de sair furiosamente, disse a Darwin que se ele duvidava de sua palavra eles não poderiam mais viver juntos. Antes de anoitecer, todavia, FitzRoy recuperou a calma e mandou um pedido de desculpas a Darwin, pedindo que continuasse vivendo com ele. Eles evitaram discutir sobre a escravidão desde então. Nenhuma de suas discordâncias se deu por motivos religiosos, tais desentendimentos ocorreram após a viagem.
O Beagle desembarcaria em Valparaíso em 1834, onde Darwin exploraria os Andes. FitzRoy navegaria ainda para as Ilhas Galápagos, ao Tahiti, Nova Zelândia, Austrália, e África do Sul.

### Pós-Viagem

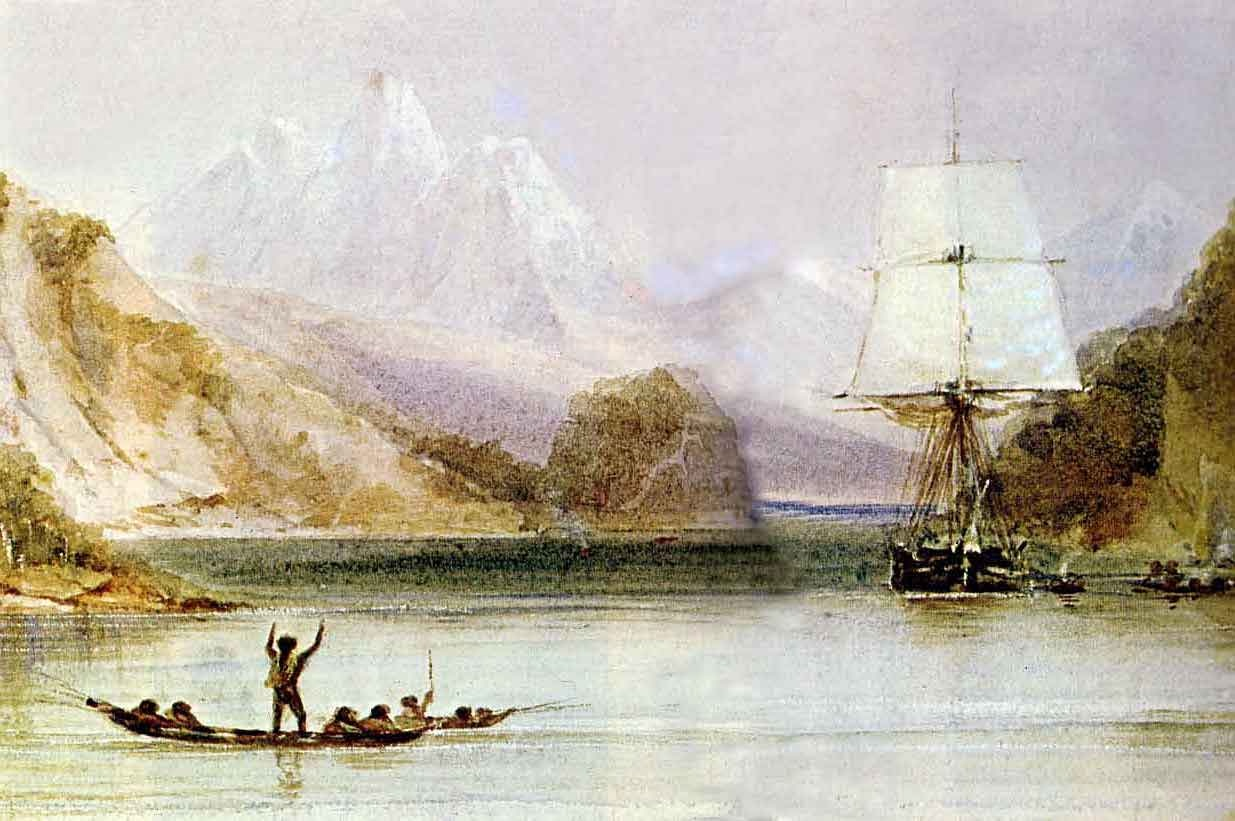
Aborígenes fueguianos a saudar o Beagle, por Conrad Martens, o artista contratado para a campanha de 1833

FitzRoy vira poucas vezes Darwin após a viagem, Darwin ficara conhecido, mas FitzRoy apesar de todo talento, não foi chamado novamente para a terceira viagem do HMS Beagle. Robert FitzRoy casou-se com sua noiva de longa data Mary Henrietta O'Brien, filha do Marechal Edward O'Brien e foi morar em Londres, Rua Chester, 31 - para a surpresa de Darwin, a quem FitzRoy jamais mencionou ser noivo durante os cinco anos em que viajaram juntos. FitzRoy acabou dedicando sua vida à política, exercendo o posto de prefeito de Durhan pelo partido dos tory e posteriormente governador da Nova Zelândia. Dedicou seu tempo a desenvolver seu método de previsão do tempo. Porém sua tentativa foi frustrada por falta de apoio político e financeiro a seu projeto.
Suas instruções como governador da ilha eram manter a ordem e proteger os Maori, ao mesmo tempo satisfazendo o desejo por terras dos colonizadores que chegavam ao país. Lhe foi fornecido poucos recursos e tropas. Afim de aliviar a situação financeira de seu governo, FitzRoy aumentou as tarifas, posteriormente transformando-as em imposto sob a propriedade e a renda. Todas essas medidas falharam. Enquanto isso os Maori do norte da ilha estavam cada vez mais insatisfeitos com as mudanças que vinham ocorrendo na ilha. Para demonstrar seu descontentamento, Hone Heke, um chefe Maori, derrubou uma bandeira britânica, ao que FitzRoy mandou reerguê-la; o que ocorreu quatro vezes e acabou desencadeando um conflito armado entre os nativos e as tropas imperiais.
FitzRoy logo se deu conta que não tinha os recursos para encerrar a guerra com rapidez, e o porta-voz da Companhia da Nova Zelândia realizava lobby contra seu governo no Reino Unido. Como resultado, FitzRoy foi substituído por George Grey, então governador do Sul da Austrália, que recebeu o financiamento que FitzRoy precisava mas nunca obteve.
No fim da vida, amargado pelas frustrações a ele impostas, por dificuldades financeiras, e sofrendo a tempos de transtorno bipolar depressivo-compulsivo, suicidou-se, cortando a própria garganta com uma navalha.